# Mariano Ospina Pérez

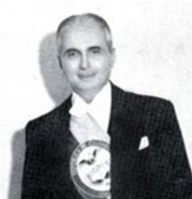
Mariano Ospina Pérez

Luis Mariano Ospina Pérez (* 24. November 1891 in Medellín, Kolumbien; † 14. April 1976 in Bogotá) war ein kolumbianischer Politiker der konservativen Partido Conservador Colombiano und vom 5. Mai 1946 bis zum 27. November 1949 Präsident Kolumbiens.

## Biografie
Ospina Pérez stammte aus einer politisch einflussreichen Familie und war ein Enkel von Mariano Ospina Rodríguez, dem Präsidenten von Neugranada bzw. der Granadinischen Konföderation von 1857 bis 1861, und ein Neffe des Präsidenten von 1922 bis 1926 Pedro Nel Ospina.
Nach dem Schulbesuch studierte er an der Bergbauschule von Antioquia (Escuela de Minas de Antioquia ) und war anschließend als Bergbauingenieur tätig. Nach einem zweijährigen Postgraduiertenstudium an der Louisiana State University widmete er sich vielfältigen Tätigkeiten im Goldabbau, der Produktion von Zuckerrohr, der Wirtschaft, Arbeitsbeziehungen, System von Kooperativen, zivilem Ingenieurwesen sowie Eisenbahnbau.
Er selbst begann seine politische Laufbahn als Mitglied des Stadtrates von Medellín, in den er 1915 als Vertreter der Konservativen gewählt wurde. In der Folgezeit hatte er zahlreiche Wahlämter inne. Zugleich wurde er 1917 Mitglied der Departementsversammlung von Antioquia. Nach einer Tätigkeit als Superintendent der Eisenbahnen von Antioquia (Ferrocarril de Antioquia) von 1919 bis 1921 wurde er Nachfolger seines Vaters als Direktor der Bergbauschule von Antioquia. Zugleich wurde er zunächst zum Mitglied des Repräsentantenhauses (Cámara de Representantes) gewählt und gehörte während der Präsidentschaft seines Onkels Pedro Nel Ospina von 1922 bis 1926 dem Senat Kolumbiens (Senado) an.
Im August 1926 wurde er vom neugewählten Präsidenten Miguel Abadía Méndez als Nachfolger von Laureano Gómez zum Minister für öffentliche Arbeiten (Ministro de Obras Públicas) ernannt, schied allerdings bereits im Mai 1927 wieder aus der Regierung aus.
Schließlich war er seit 1929 über viele Jahre Präsident der Nationalen Föderation der Kaffeepflanzer Kolumbiens (Federación Nacional de Cafeteros de Colombia).
Zu einer Zeit eines beginnenden innerparteilichen Konflikts wurde er 1946 mit Unterstützung von Laureano Gómez zum Präsidenten gewählt und bemühte sich um die Bildung einer Koalition mit der liberalen Partido Liberal Colombiano. Allerdings gelang es ihm auch dadurch nicht, die wachsende Gewaltbereitschaft zwischen den Parteien zu unterbinden, die ihren Höhepunkt letztlich am 9. April 1948 in der Ermordung des Vorsitzenden der Liberalen Partei, Jorge Eliécer Gaitán, fand. Nach dem Bekanntwerden einer mutmaßlichen Beteiligung von Außenminister Laureano Gómez an der Ermordung wuchs der innerparteiliche Konflikt zwischen der von der Oberklasse unter Ospina Pérez dominierten eher moderaten Fraktion der Konservativen und der Mehrheitsfraktion der Partido Conservator unter Laureano Gómez.
Nachdem Gómez am 7. August 1950 als sein Nachfolger Präsident Kolumbiens geworden war, blieb er selbst ein maßgeblicher Führer der Konservativen. Letztlich stellte die persönliche Feindseligkeit zwischen ihm und Gómez ein ernsthaftes Problem bei der Bildung der Nationalen Front (Frente Nacional) 1957 dar, der Einigung zwischen Liberalen und Konservativen zur abwechselnden Stellung des Präsidenten für jeweils vier Jahre zwischen 1958 und 1974.